# Wakako zake
Wakako zake (ワカコ酒? lett. "Il sakè di Wakako") è un manga seinen scritto e disegnato da Chie Shinkyu. Pubblicata dal 2011 da Tokuma Shoten sulla rivista Monthly Comic Zenon, la serie è stata adattata prima in live action nel 2014 e poi in serie televisiva anime nell'estate 2015. Interpretata da Rina Takeda nel film e da Miyuki Sawashiro nell'anime, Wakako è la protagonista della serie classificatasi al decimo posto tra quelle suggerite nel 2014 da Honya Club.

## Trama

La protagonista Wakako

Ogni sera la office lady Wakako Murasaki cerca di soddisfare la sua vocazione da gourmet cenando nei locali che incontra lungo la strada di casa. Assaporando con cura e in solitudine ogni pasto, la giovane donna cerca di scoprire gli accostamenti migliori tra portate e bevande.

## Anime

### Episodi
| Nº | Titolo italiano (traduzione letterale) Giapponese 「Kanji」 - Rōmaji | In onda           | In onda |
| Nº | Titolo italiano (traduzione letterale) Giapponese 「Kanji」 - Rōmaji | Giapponese        |         |
| 1  | Salmone shioyaki 「鮭の塩焼き」 - Sake no shioyaki                   | 5 luglio 2015     |         |
| 2  | Pollo karaage 「鶏のから揚げ」 - Tori no karaage                     | 12 luglio 2015    |         |
| 3  | Fegato di rana pescatrice 「あん肝ポン酢」 - Ankimo ponzu            | 19 luglio 2015    |         |
| 4  | Uni kureson 「ウニクレソン」 - Uni kureson                           | 26 luglio 2015    |         |
| 5  | Yakitori 「焼き鳥」 - Yakitori                                       | 2 agosto 2015     |         |
| 6  | Vongole al vapore 「あさりの酒蒸し」 - Asari no sakamushi            | 9 agosto 2015     |         |
| 7  | Insalata di patate 「ポテトサラダ」 - Poteto sarada                  | 16 agosto 2015    |         |
| 8  | Goya chanpuru 「ゴーヤチャンプルー」 - Gōya chanpurū                 | 23 agosto 2015    |         |
| 9  | Miso di granchio 「かにみそ」 - Kani miso                            | 30 agosto 2015    |         |
| 10 | Spiedini di asparagi 「アスパラの串揚げ」 - Asupara no kusiage       | 6 settembre 2015  |         |
| 11 | Sgombro alla griglia 「ほっけ」 - Hokke                              | 13 settembre 2015 |         |
| 12 | Nocciole tostate 「炒りぎんなん」 - Iri ginnan                       | 20 settembre 2015 |         |

### Sigla
- Shiawase no kaerimichi (幸せの帰り路? lett. "Il felice rientro a casa") di Yūka Ueno.